# Gintautas Matulis
Gintautas Matulis (Rokiškis, 6 de diciembre de 1986) es un baloncestista lituano que juega en las posiciones de escolta y alero. Fue miembro de la selección de baloncesto 3x3 de Lituania que obtuvo la medalla de bronce en el torneo de 3x3 de los Juegos Olímpicos de París 2024.

## Trayectoria
Matulis desarrolló toda su carrera como jugador profesional de baloncesto en clubes de la primera y segunda categoría de Lituania, con un breve paréntesis en 2018 cuando jugó entre julio y octubre de ese año con el UMF Þór Þorlákshöfn de Islandia.
En 2023 pasó a retiro para convertirse en director deportivo del Juventus Utena.
Matulis también se ha destacado como jugador de baloncesto 3x3 en el circuito profesional de su país y de Europa del Este. Jugó en algunas paradas del Tour Mundial de Baloncesto 3x3 en 2020 y 2021 como parte del equipo Utena, y nuevamente en 2023 y 2024 como parte del equipo Marijampolė.

## Selección nacional
Integró la selección de baloncesto 3x3 de Lituania que fue subcampeona en la Copa Mundial de Baloncesto 3x3 de 2022 y la que terminó décima en la Copa Mundial de Baloncesto 3x3 de 2023. 
Participó del torneo de 3x3 de los Juegos Olímpicos de París 2024, donde su equipo obtuvo la medalla de bronce.
Asimismo también formó parte de la selección militar lituana de baloncesto 3x3 que ganó el Campeonato Mundial Militar de Baloncesto 3x3 del CIDM en 2022 y 2023 (previo a ello había sido parte de la selección militar de baloncesto 5x5 que ganó la medalla de oro en los Juegos Mundiales Militares de 2019, ya que Matulis es miembro de la Fuerza de Voluntarios de Defensa Nacional de Lituania).